# Anzor Boltukajev
Anzor Adamovič Boltukajev (* 5. dubna 1986) je ruský zápasník–volnostylař čečenské národnosti.

## Sportovní kariéra
Zápasení se věnoval od útlého dětství pod vedením svého otce Adama. Od 13 let se specializoval na volný styl pod vedením Dža'i Umarova. Připravuje se v Grozném v bojovém klubu Achmat. V ruské mužské reprezentaci se prosazoval komplikovaně kvůli vysoké konkurenci a především kvůli svému hlavnímu problému, kterou bylo shazování váhy do kategorie do 97 kg.
V roce 2016 na ruském mistrovství vybojoval nečekaně prvním místem nominaci na olympijské hry v Riu. V Riu startoval jako favorit na vítězství a v úvodním kole úvodního poločasu vedl nad svým soupeřem Ukrajincem Valerijem Andrijcevem 5:0 na technické body. Dvě minuty před koncem zápasu mu však kompletně došly síly. Andrijcev minutu před koncem vyrovnal na 5:5 a nakonec prohrál 5:8. Ze žíněnky sotva odešel po vlastních. Spekulovalo se o nemoci, časovém posunu a to vše v kombinaci se shazováním váhy. V roce 2017 skončil na mistrovství Evropy v Novim Sadu druhý, ale dopingová zkouška ukázala, že si před turnajem pomohl při shazování váhy diuretiky. Pro pozitivní nález na higenamine dostal dvouletý zákaz startu.

## Výsledky
| Turnaj             | 2003 | 2004 | 2005 | 2006 | 2007 | 2008 | 2009 | 2010 | 2011 | 2012 | 2013 | 2014 | 2015 | 2016 | 2017 |
| Turnaj             | 17   | 18   | 19   | 20   | 21   | 22   | 23   | 24   | 25   | 26   | 27   | 28   | 29   | 30   | 31   |
| Turnaj             | -74  | -74  | -84  | -84  | -84  | -84  | -96  | -96  | -96  | -96  | -96  | -97  | -97  | -97  | -97  |
| ------------------ | ---- | ---- | ---- | ---- | ---- | ---- | ---- | ---- | ---- | ---- | ---- | ---- | ---- | ---- | ---- |
| Olympijské hry     |      | —    |      |      |      | —    |      |      |      | —    |      |      |      | úč.  |      |
| Mistrovství světa  | —    |      | —    | —    | —    |      | —    | —    | —    |      | 3.   | —    | —    |      | X    |
| Evropské hry       |      |      |      |      |      |      |      |      |      |      |      |      | —    |      |      |
| Mistrovství Evropy | —    | —    | —    | —    | —    | —    | —    | —    | —    | —    | —    | —    | —    | 1.   | 2.   |
| MS juniorů         | —    | —    | —    | 6.   |      |      |      |      |      |      |      |      |      |      |      |
| ME juniorů         | —    | —    | —    | —    |      |      |      |      |      |      |      |      |      |      |      |
| ME dorostenců      | 1.   |      |      |      |      |      |      |      |      |      |      |      |      |      |      |